# Lommagölen (Håcksviks socken, Västergötland)
Lommagölen är en sjö i Svenljunga kommun i Västergötland och ingår i Ätrans huvudavrinningsområde.